# Dennis Dart

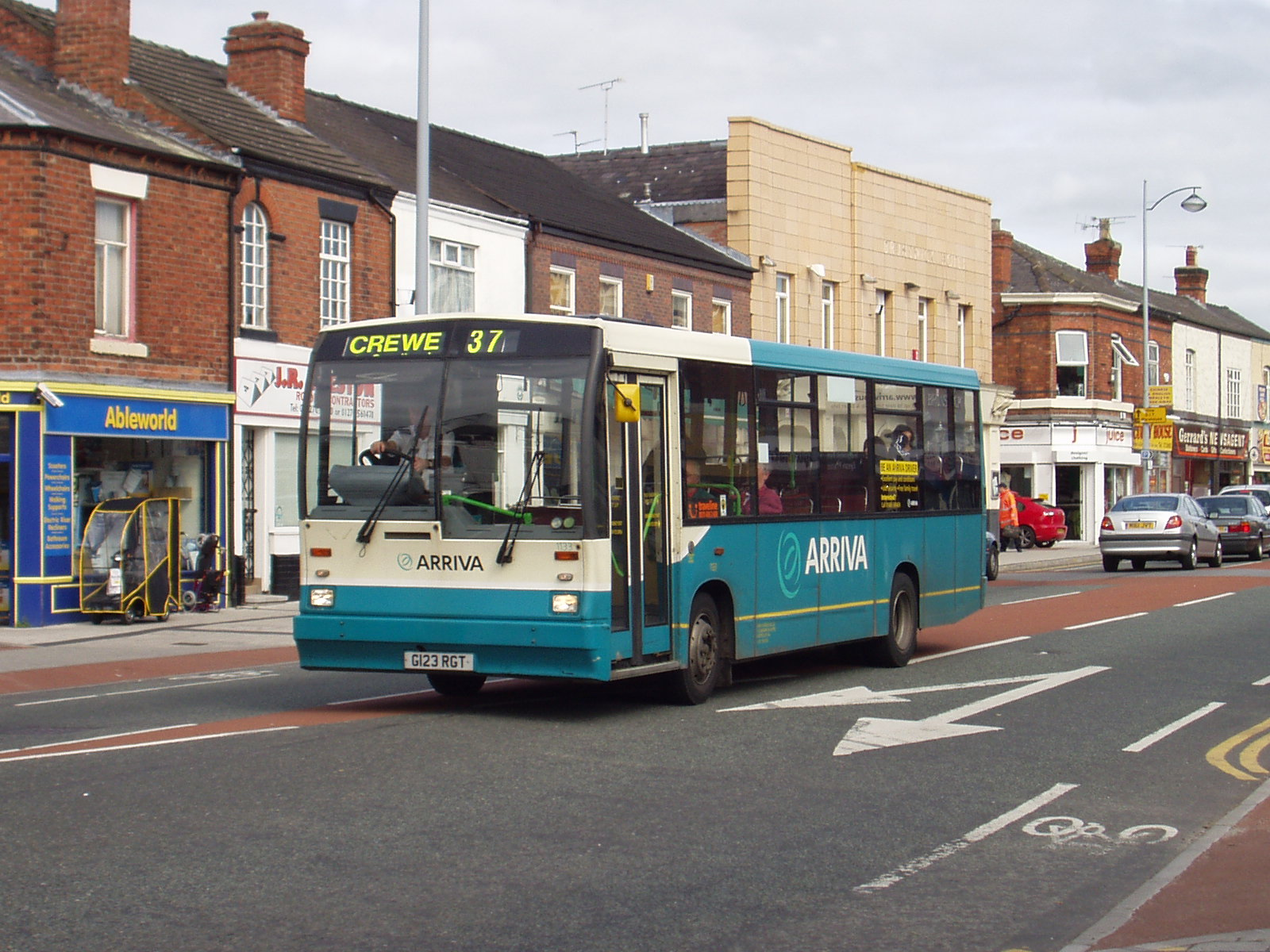
Dennis Dart mit Dartline-Aufbau von Duple

Der Dennis Dart ist ein leichter Midibus mit Heckmotor des englischen Herstellers Dennis Brothers. Während der achtzehnjährigen Produktionszeit wurden über 11.000 Busse gebaut. Der Name Dart wurde von Dennis bereits bei einer Bus-Baureihe in den 1930er Jahren verwendet.

## Hintergrund
Die Planungen für den Dart begannen 1988, als die Hestair Group als Eigentümer von Duple Coachbuilders und Dennis beschloss, einen Bus in der Größenklasse zwischen einem Minibus und einen normalgroßen Eindeckbus zu entwickeln und noch im selben Jahr auf den Markt zu bringen. Bedford Vehicles produzierte mit dem Bedford J bereits zwischen 1958 und 1976 und von 1979 bis 1981 mit dem Bedford JJL Busse in dieser Größenordnung. Leyland Motors hatte mit dem Leyland Swift bereits im Vorjahr einen Midibus herausgebracht.

## Dart Serie SDL
Der Bus wurde 1989 endgültig vorgestellt. Er besaß einen eigenwilligen Duple-Dartline-Aufbau, der durch die gewellte Front sehr prägnant wirkte. Der Aufbau war 2,3 m breit und 9 m lang, doch Dennis ergänzte das Angebot nach kurzer Zeit durch eine 8,5 m und eine 9,8 m lange Variante. Angetrieben wurde der Bus von einem Cummins-Sechszylinder-Dieselmotor 6BT zusammen mit einem Getriebe vom Typ AT545 von Allison Transmission. Diese Antriebseinheit kam später auch im MCW Metrorider von Metro Cammell Weymann zum Einsatz. Der Antrieb des Busses war unterflur angeordnet, was zu einem hochliegenden Boden des Fahrgastraumes führte, der Stufen im Einstieg erforderlich machte.
Der Bus konnte in nennenswerten Stückzahlen an London Buses und einige Betreiber außerhalb Londons verkauft werden. Kurz nach der Einführung des Dart wurde jedoch der Aufbautenhersteller Duple an Plaxton verkauft. Plaxton zeigte kein Interesse am Dartline-Aufbau, der daher an Carlyle Works Limited verkauft wurde, die den Aufbau weiter herstellten. 1991 wurde das Design an Marshall Bus in Cambridge verkauft, die 1992 fünf Aufbauten herstellten. 1993 unterzog Marshall das Design einem Facelift und brachte die Version C36 des Aufbaus heraus. Die später erschienene Version C37 glättete die markante Form des ursprünglichen Designs vollständig.
Ab 1990 stellte Wadham Stringer Aufbauten für den Dart her. Der Aufbau mit dem Namen Portsdown verkaufte sich nur zögerlich und wurde ab 1995 durch den UVG Urbanstar ersetzt. Wrightbus stellte im selben Jahr mit dem Handybus ebenfalls einen Aufbau vor, der mehr funktional gestaltet war, jedoch keinen gestalterischen Höhepunkt darstellte.
Bereits 1991 hatte Plaxton den Pointer vorgestellt, der ursprünglich als Reeve Burgess Pointer bezeichnet wurde, da er in der ehemaligen Fertigungsstätte von Reeve Burgess hergestellt wurde. Plaxton hatte Reeve Burgess bereits 1980 übernommen, schloss das Werk aber 1991. Der Pointer-Aufbau entwickelte sich schnell zum meistgefragtesten Aufbau für den Dart.
Ebenfalls 1991 brachten die East Lancashire Coachbuilders den EL2000 heraus. Im selben Jahr erschien der Dash von Alexander, der sich gut verkaufte. Northern Counties versuchte ebenfalls am Erfolg des Dart zu partizipieren und entwickelte den Northern Counties Paladin, zuerst mit mehrteiliger Windschutzscheibe, später mit mehrfach gebogener, zweiteiliger Windschutzscheibe. Plaxton kaufte den Konkurrenten 1995 auf und stellte die Produktion des Paladin ein.
Mit dem in den 1990er Jahren einsetzenden Trend zu Niederflurbussen brachen die Verkaufszahlen des Dart ein, so dass die Produktion des hochflurigen Dart 1998 eingestellt wurde. Die letzten drei Busse wurden an Thames Transit geliefert.

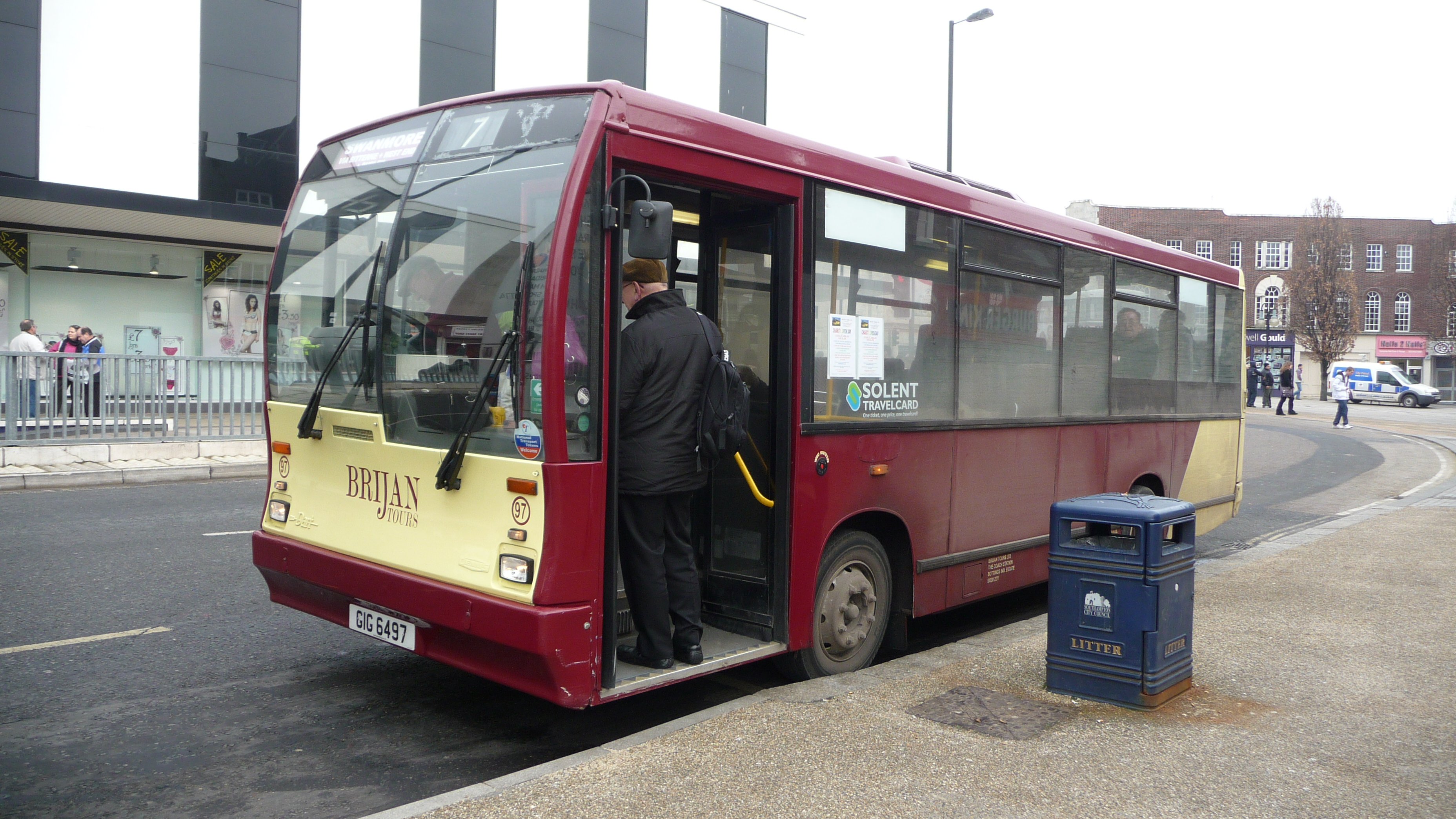
Duple Dartline
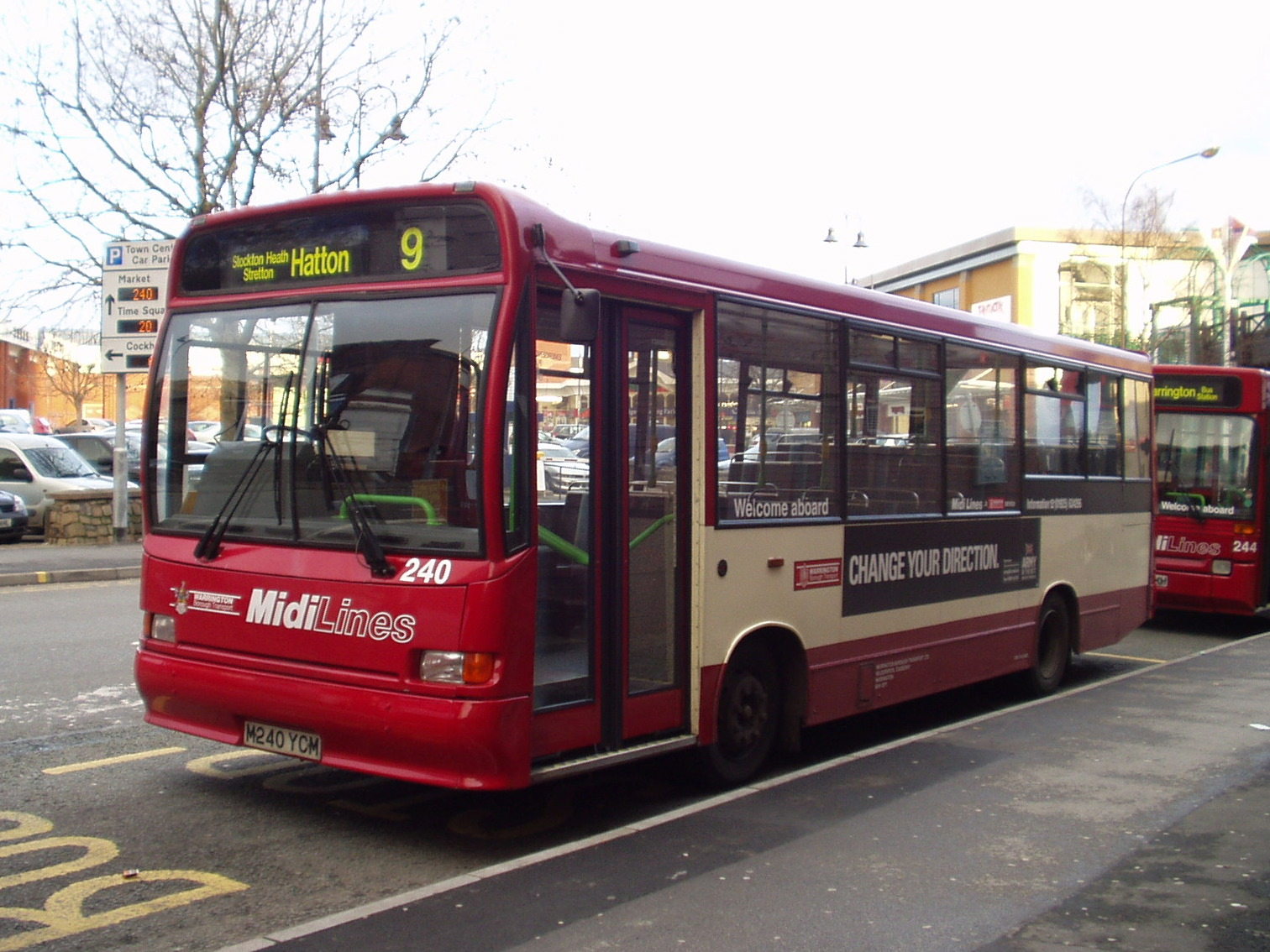
Marshall
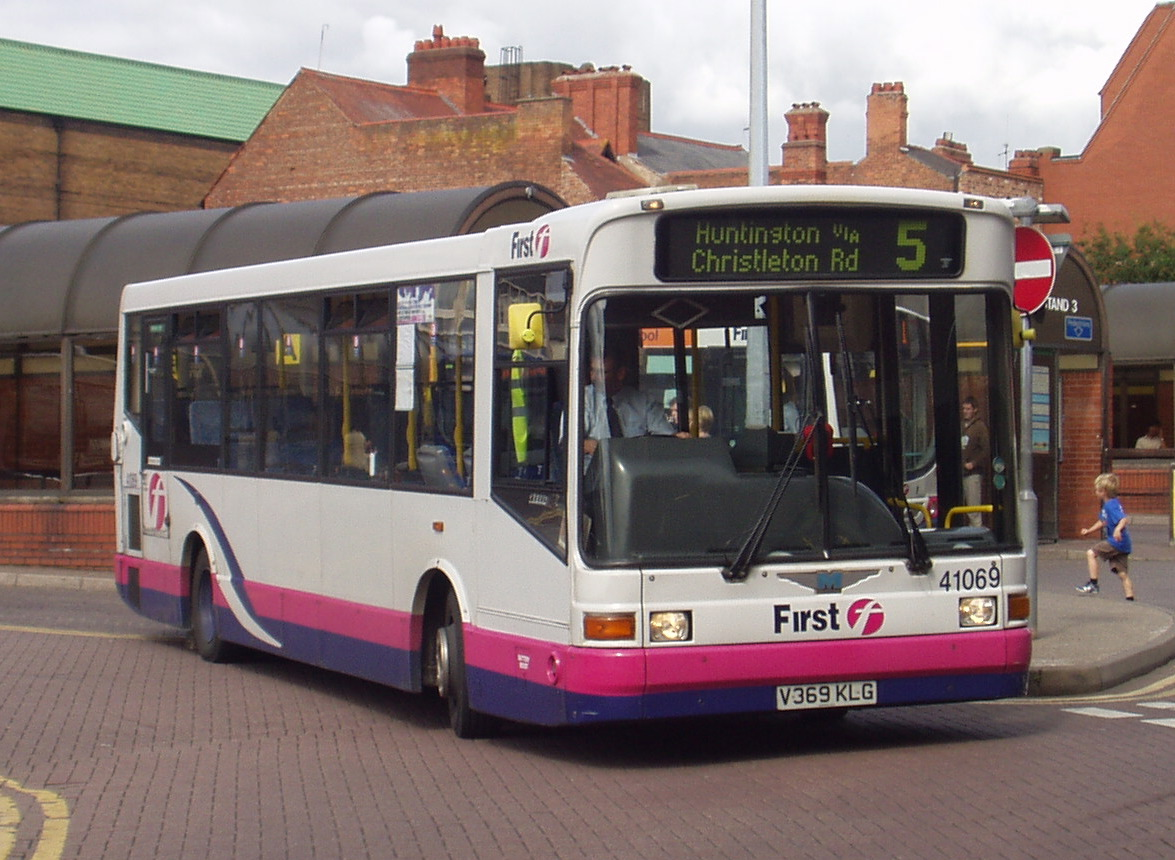
Marshall Capital
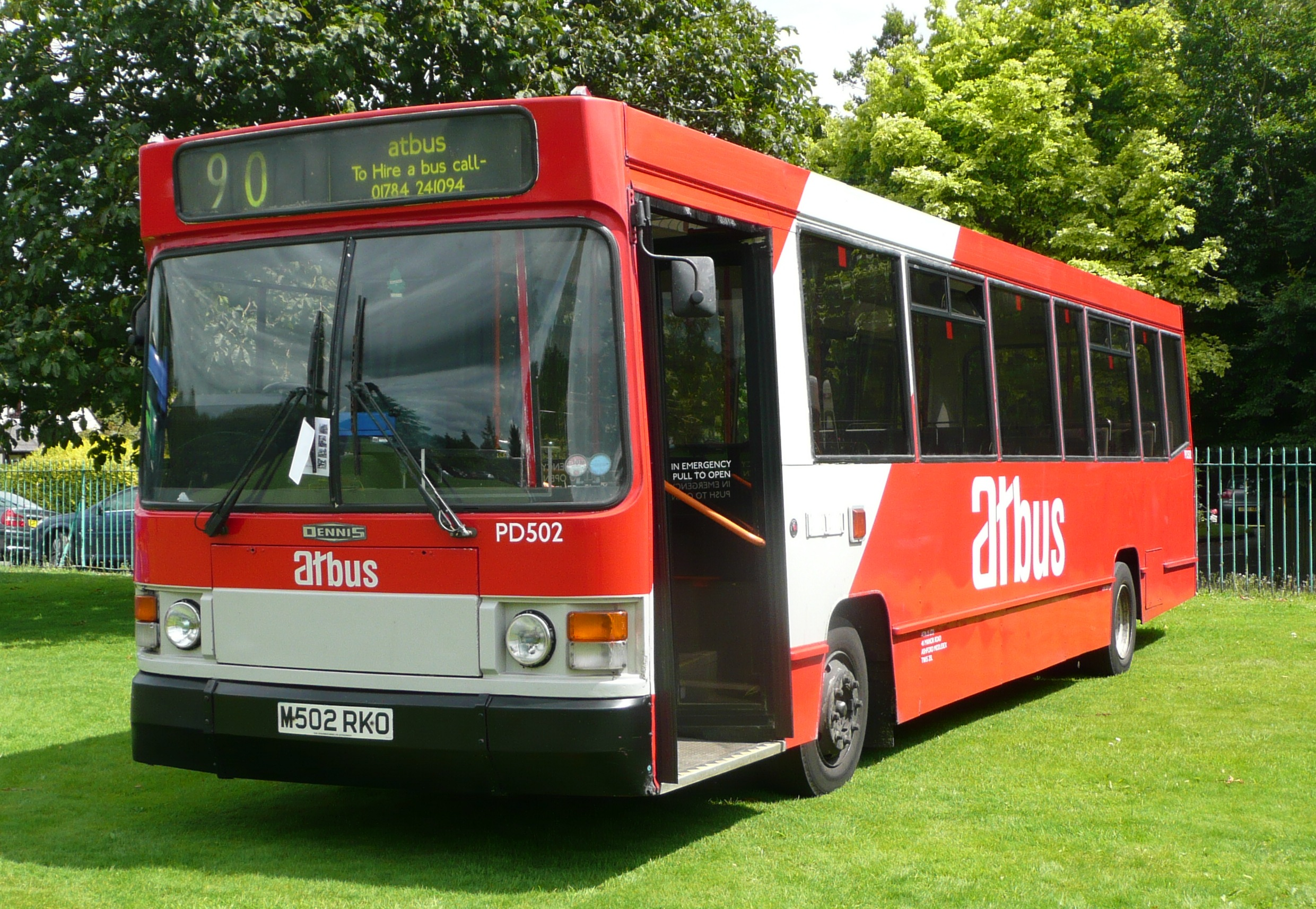
Wadham Stringer
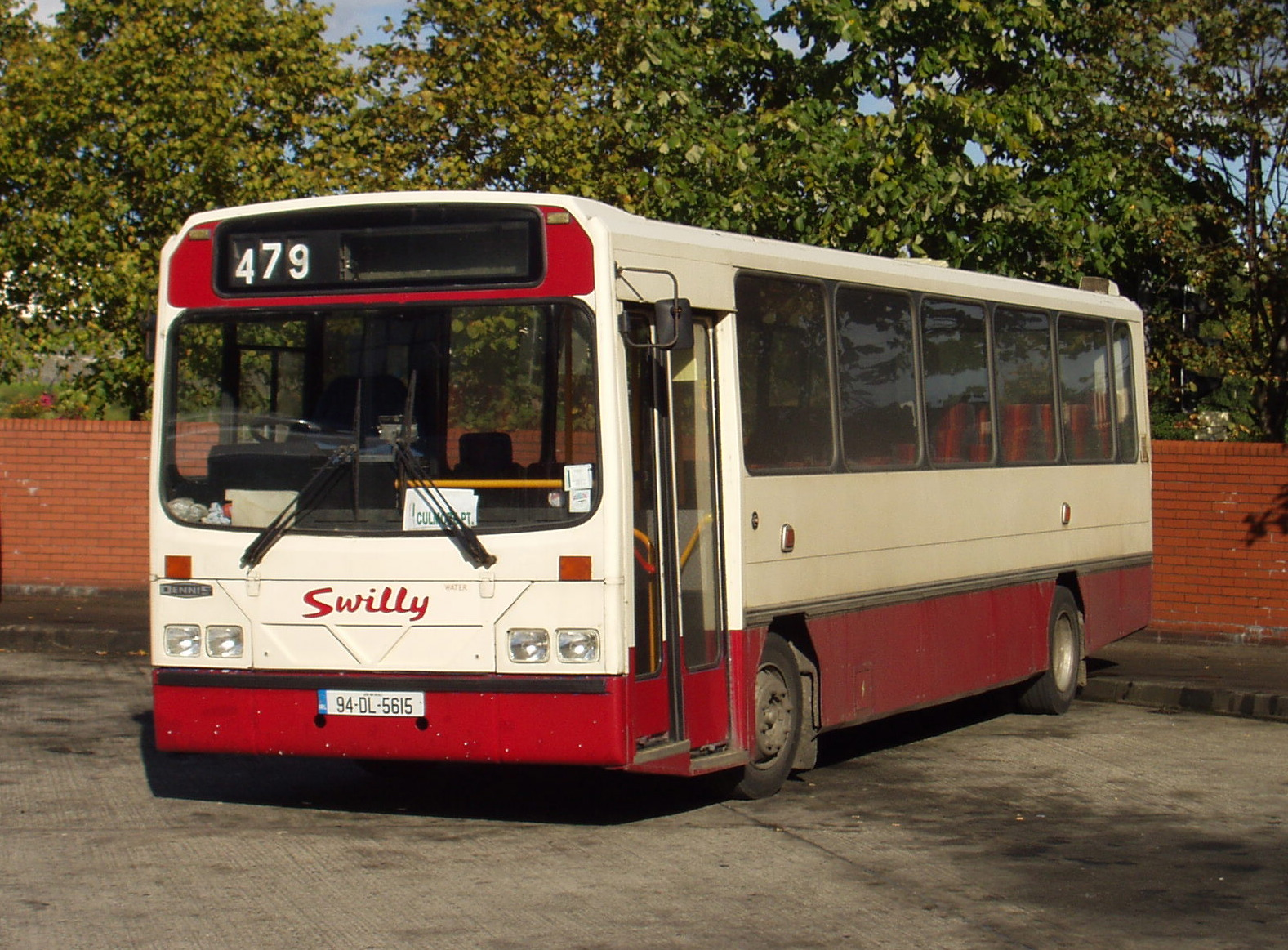
Wright Handybus
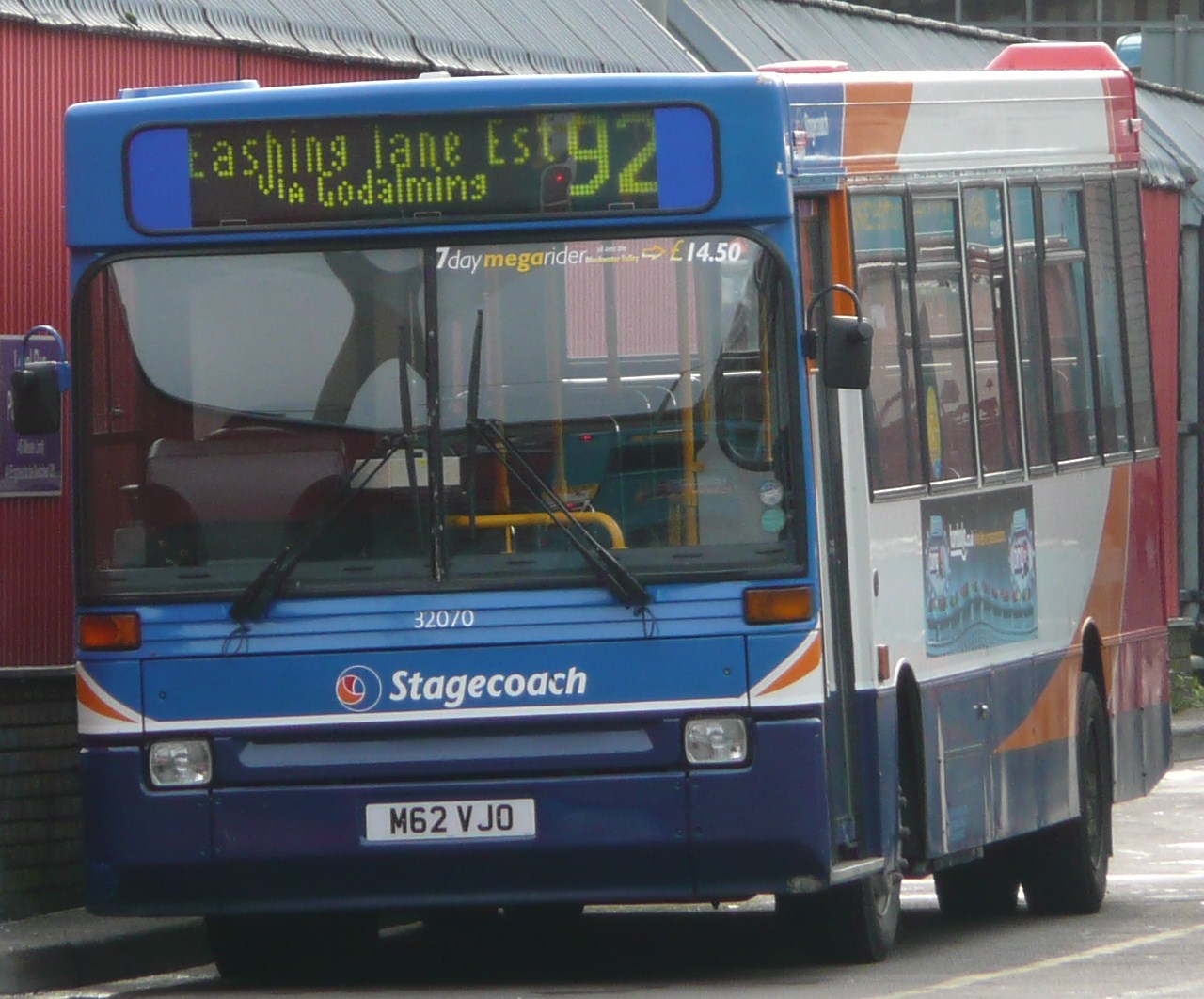
Plaxton Pointer
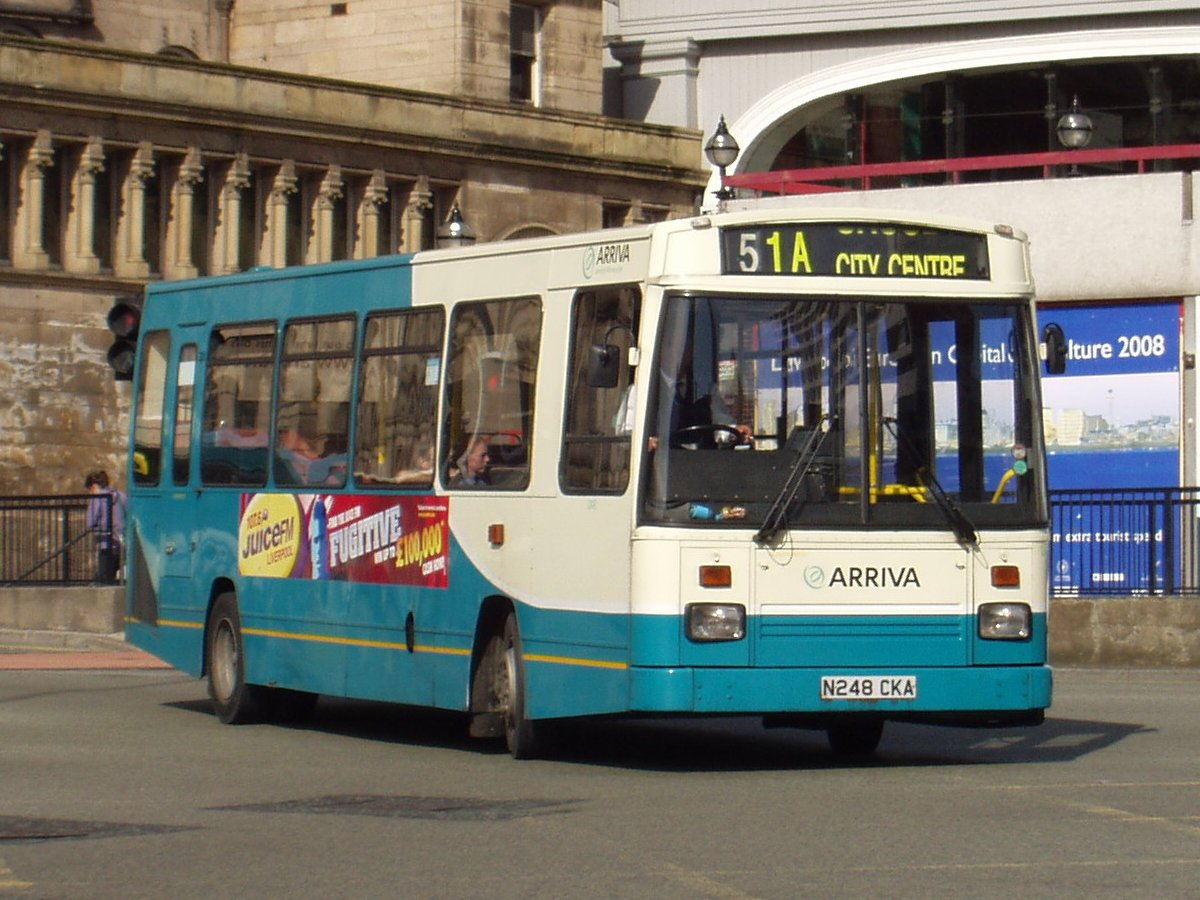
East Lancashire Coachbuilders EL2000
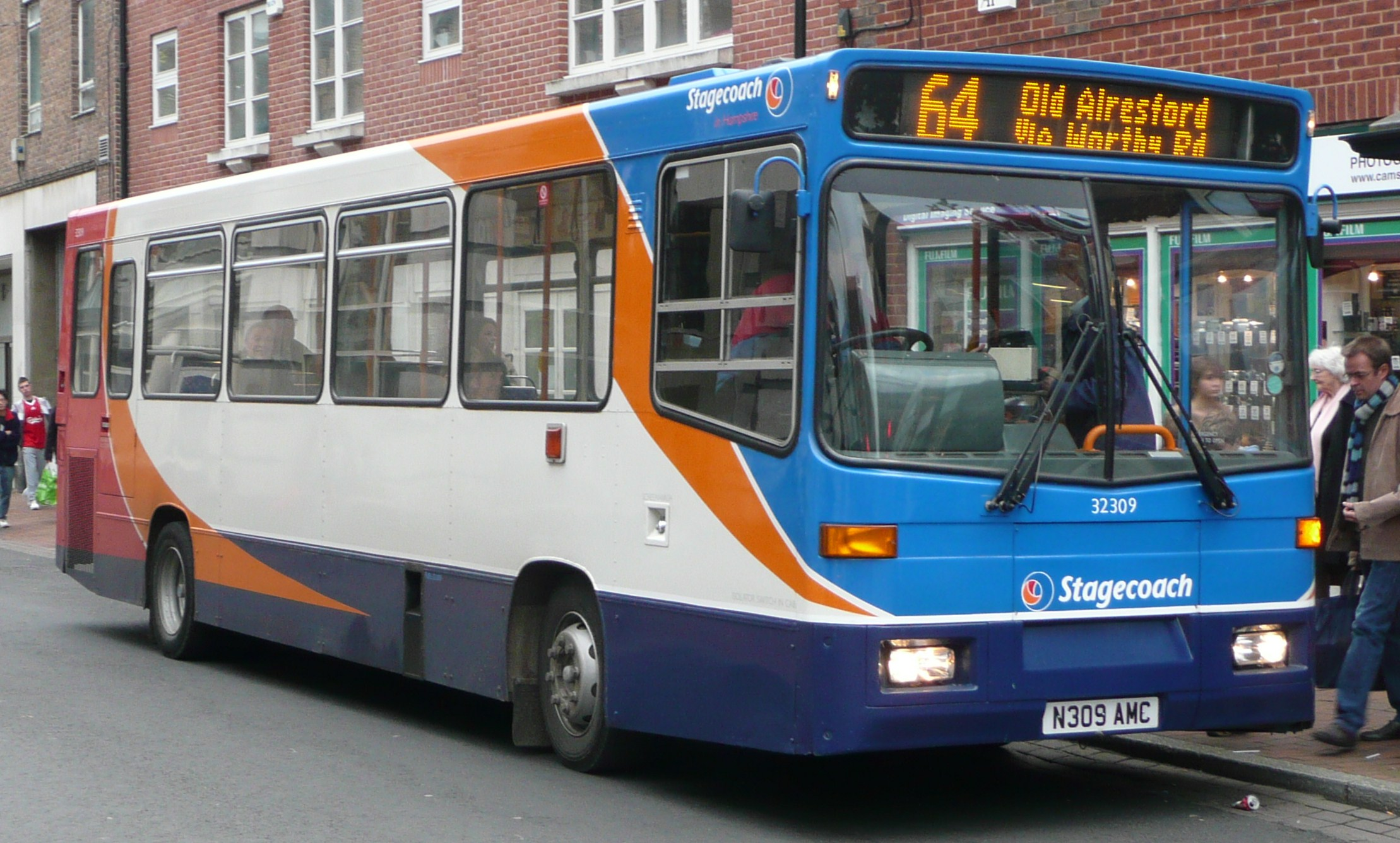
Alexander Dash
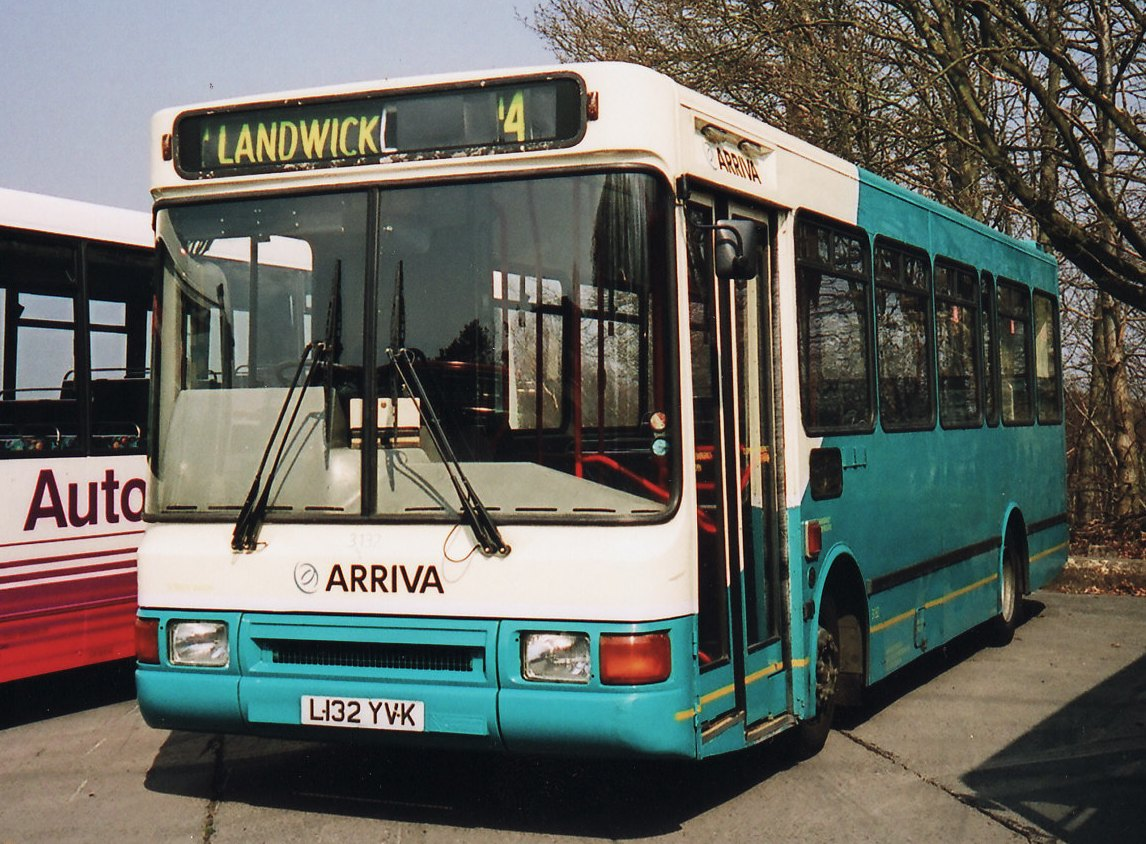
Northern Counties Paladin

## Dart Serie SLF
1995 brachte Dennis mit dem Dart SLF (Super Low Floor) eine Niederflurversion heraus, die später als TransBus Dart und Alexander Dennis Dart bekannt wurde.
Bei 2,4 m Fahrzeugbreite wurden anfänglich Längen von 9,2, 10 und 10,6 m angeboten. Der Antriebsstrang des SLD wurde beibehalten, aber eine Luftfederung anstelle der Blattfedern des SLD eingesetzt. Anfänglich wurde der Bus mit dem Niederfluraufbau des Pointer vertrieben, der 1997 durch den überarbeiteten Pointer 2 ersetzt wurde. Weitere erhältliche Aufbauten waren der Spryte der East Lancashire Coachbuilders, der UVG Urbanstar (später als Caetano Compass vertrieben und 1999 durch den Nimbus ersetzt), der Wright Crusader, der Alexander ALX200 (bis 2001), der aus dem C37 entwickelte Marshall Capital (später bei Metro Cammell Weymann gebaut) und dessen Weiterentwicklung MCV Evolution.
Einige Busse mit dem ALX200-Aufbau wurden auch nach Nordamerika geliefert. Auf dem dortigen Markt wurden sie als Thomas Dennis SLF-series vertrieben.
1997 wurde der Dart SPD (Super Pointer Dart) eingeführt. Mit 11,3 m Länge war er genauso lang wie der Leyland National. Der als Midibus konzipierte Bus hatte damit die Länge herkömmlicher Busse erreicht. Die Motorleistung wurde erhöht. Als Getriebe kam das B300R von Allison zum Einsatz, optional waren Getriebe von Voith verfügbar. Ursprünglich nur mit dem Pointer-2-Aufbau erhältlich, wurden später auch Aufbauten von East Lancashire Coachbuilders, Alexander (ALX200) und Marshall angeboten. Im Jahr 1998 wurde die Reihe durch den MPD (Mini Pointer Dart) mit 8,8 m Länge ergänzt, der damit aber immer noch größer als der ursprüngliche Dart war.
Mit Einführung der Euro-III-Abgasnorm im Oktober 2001 kam der neue Cummins ISBe im Dart zum Einsatz. Der Vierzylinder-Dieselmotor mit 3,9 l Hubraum fand in allen Ausführungen Verwendung, lediglich das 11,3-m-Modell erhielt die Sechszylinderversion mit 5,9 l Hubraum. Der ISBe Euro IV wurde für den Dart SLF ab Ende 2006 angeboten.
Der Dennis Dart SLF wurde 2007 durch den Alexander Dennis Enviro200 ersetzt. Der letzte SLF wurde an die Park Island Transport Company Limited in Hongkong im März 2008 ausgeliefert.
Eine weitere Version des SLF erschien 2002. Auf den Kanalinseln Guernsey und Jersey gibt es aufgrund der topografischen Verhältnisse besondere Größenbeschränkungen für Omnibusse. Für den Ersatz der überalterten Busse auf den Inseln wurde eine schmale Ausführung des Dart SLF entwickelt. Die Busse erhielten angepasste Aufbauten von East Lancashire Coachbuilders und Caetano. Derartige Busse wurden auch von anderen Betreibern im Vereinigten Königreich gekauft. In Gibraltar ist die schmale Ausführung des Dart SLF ebenfalls im Einsatz. Der letzte schmale Dart wurde im Sommer 2007 ausgeliefert. Alexander Dennis hat bislang für diese Version keinen direkten Nachfolger im Angebot.

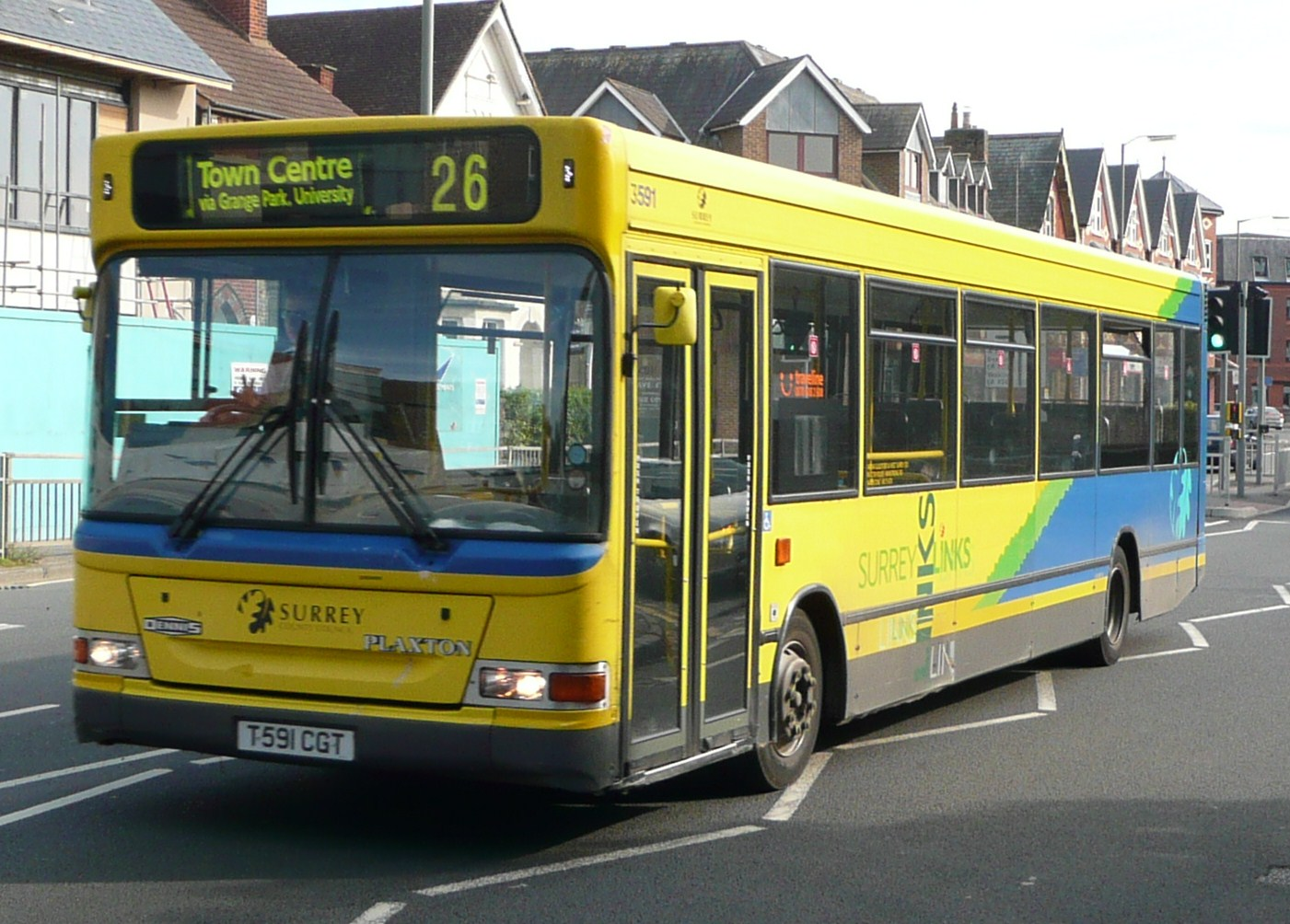
Dart SLF Plaxton Pointer 2
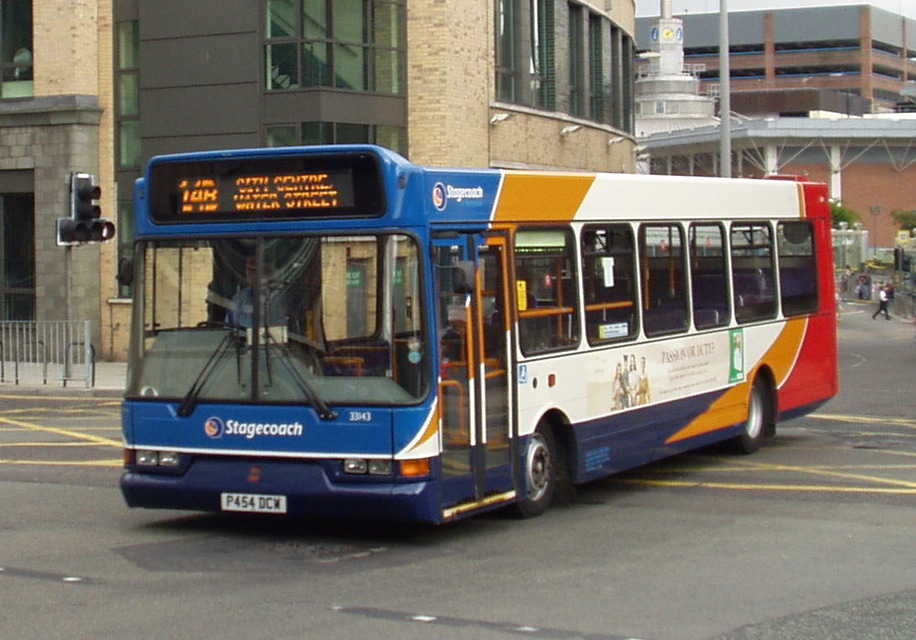
Dart SLF East Lancashire Coachbuilders Spryte
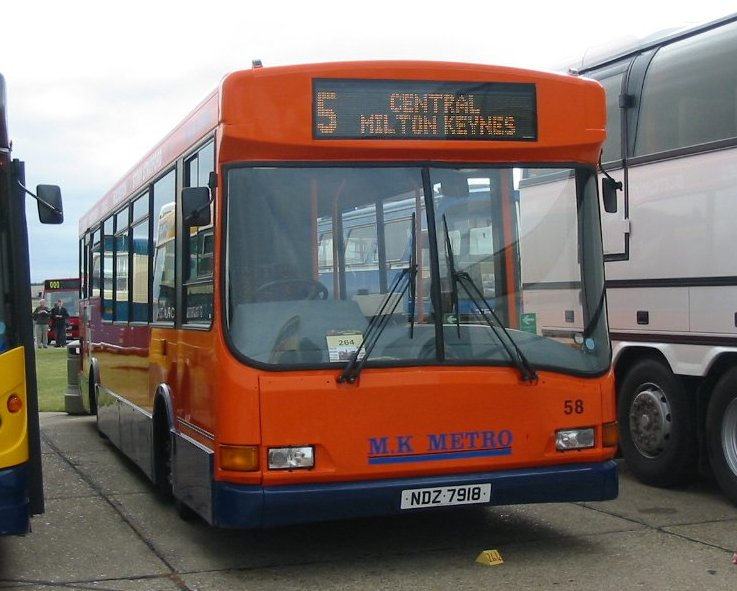
Dart SLF Caetano Compass
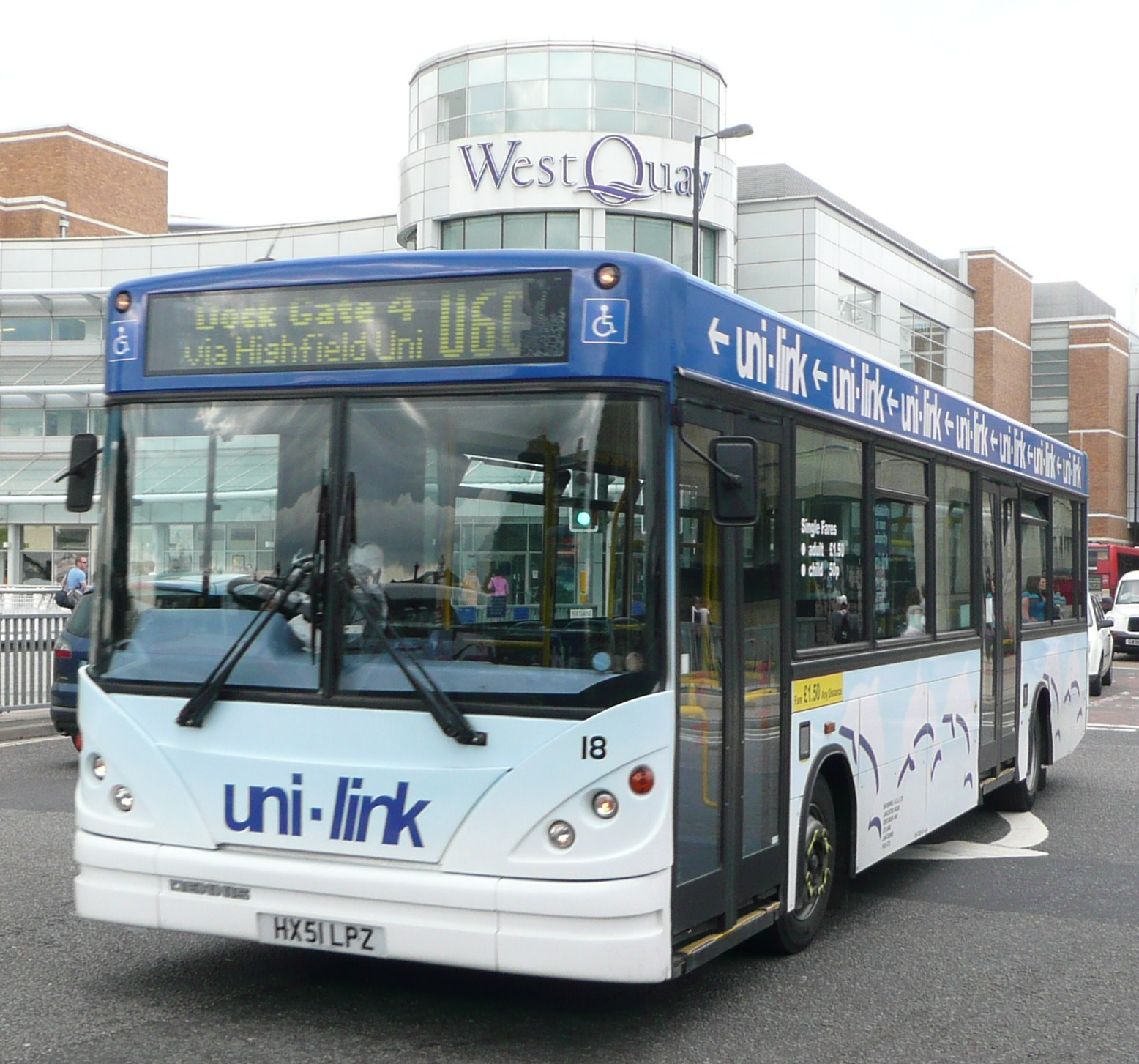
Dart SLF Caetano Nimbus
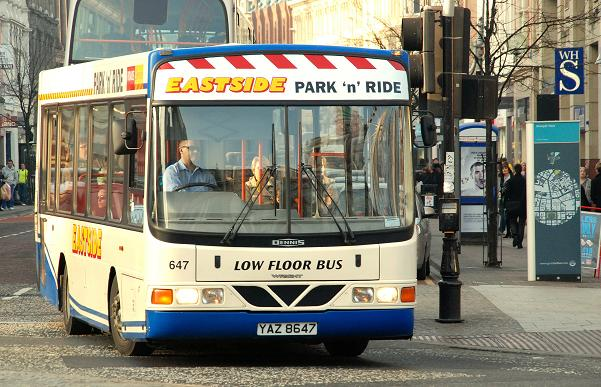
Dart SLF Wright Crusader
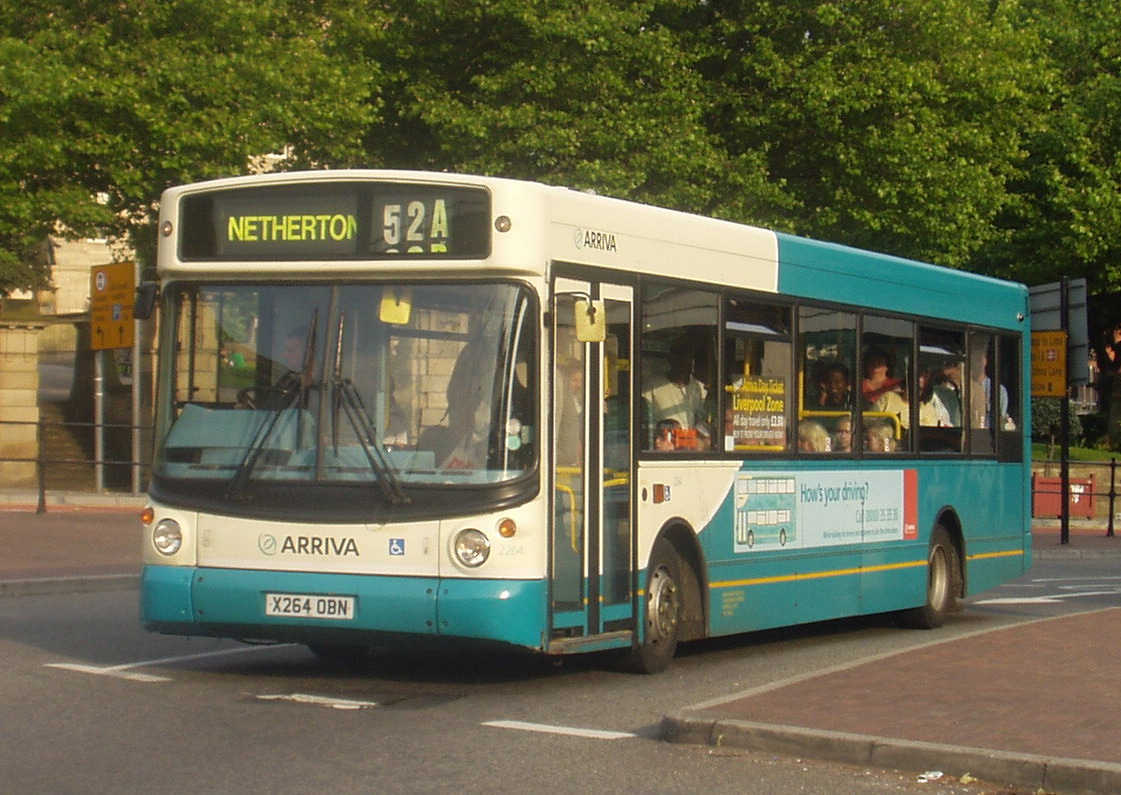
Dart SLF Alexander ALX200
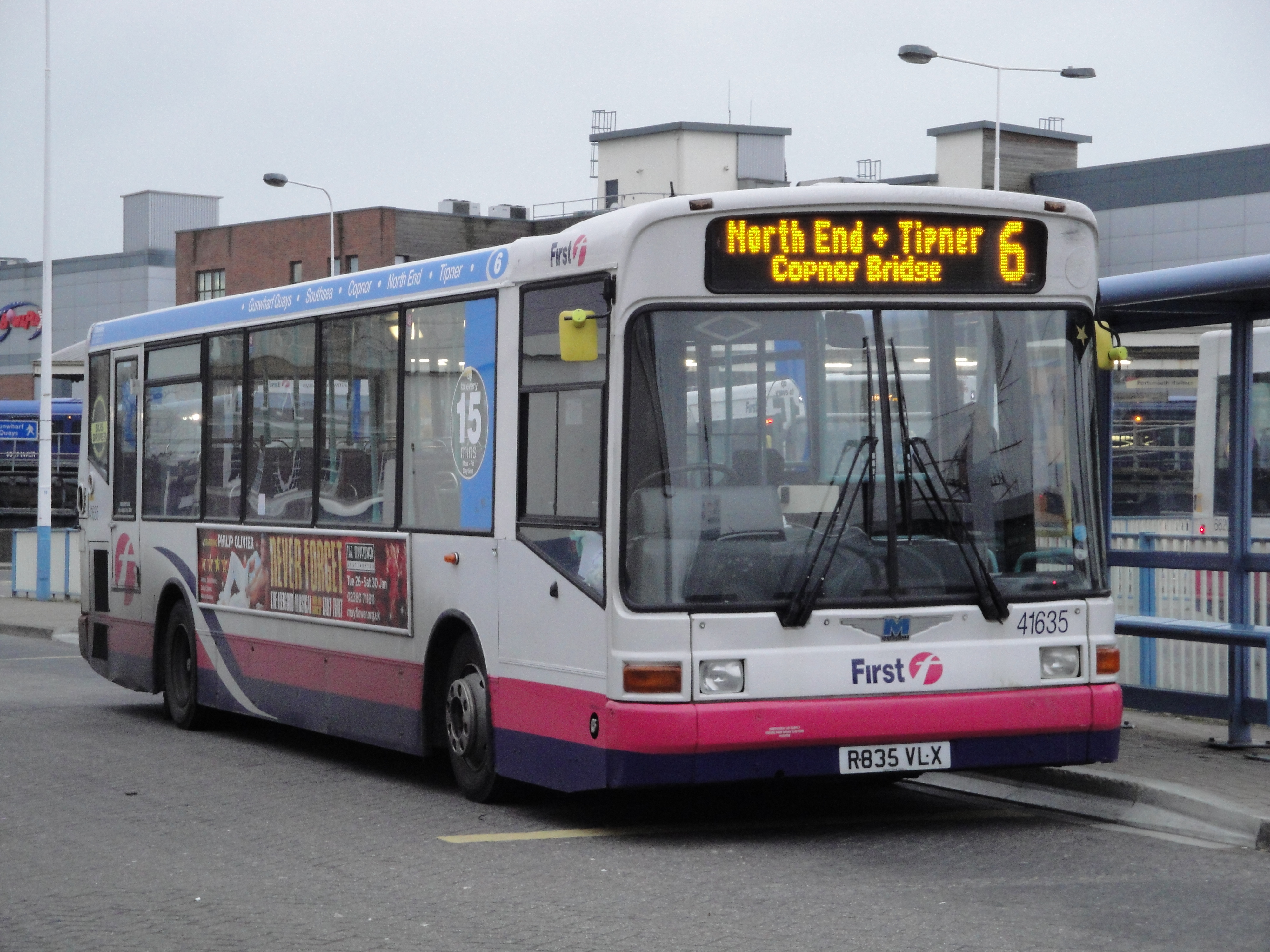
Dart SLF Marshall Capital
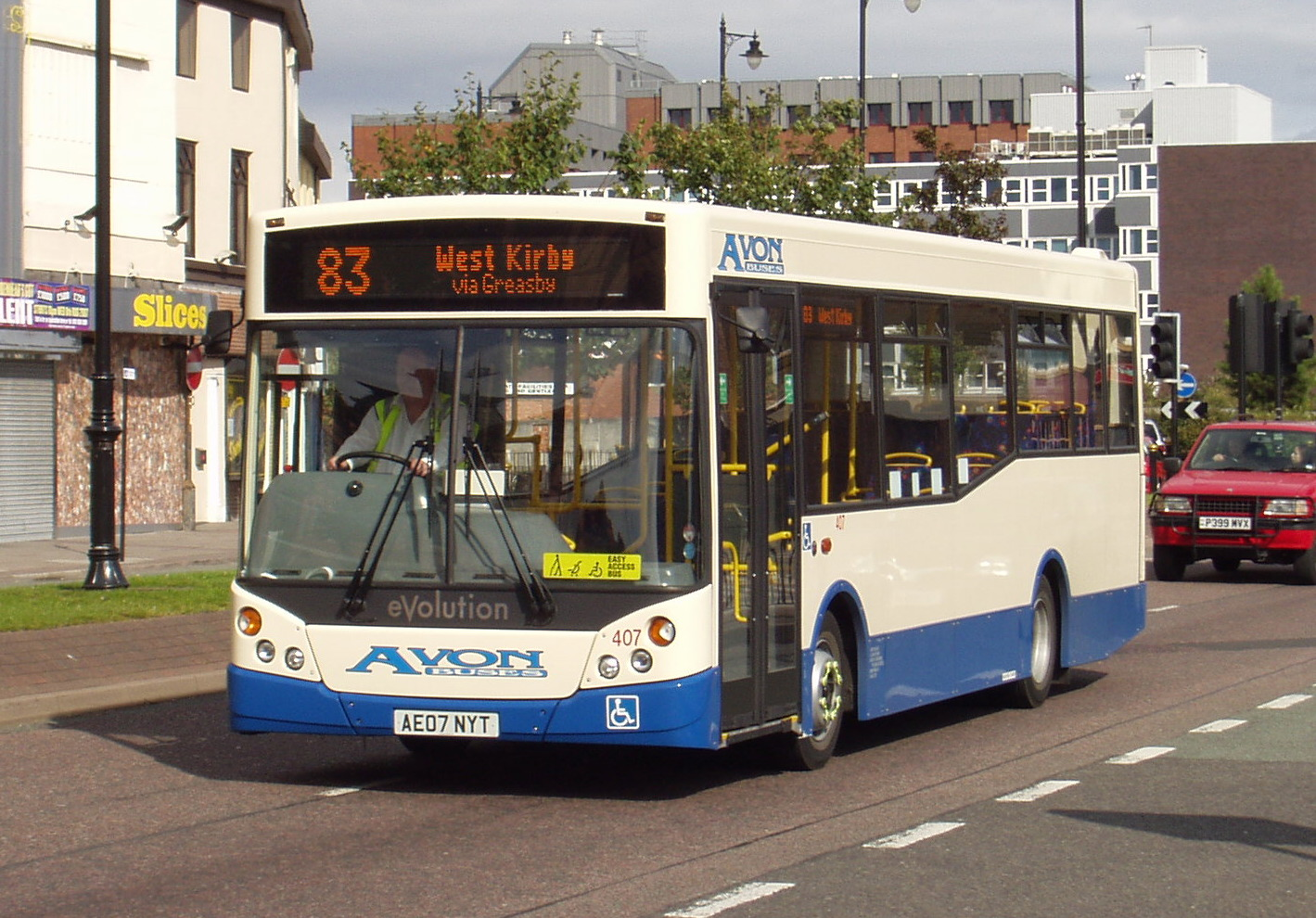
Dart SLF MCV Evolution
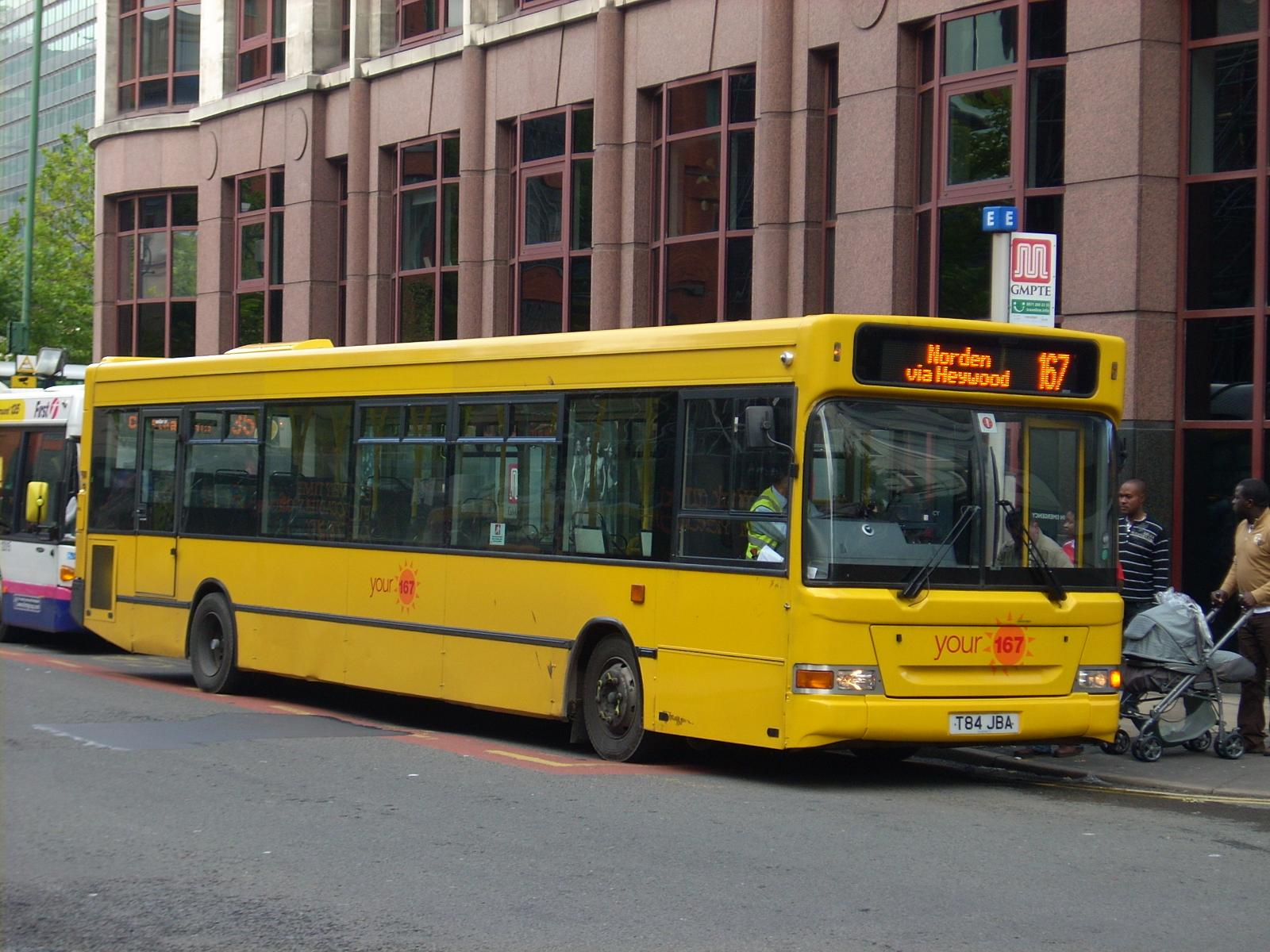
Dart SPD Pointer 2
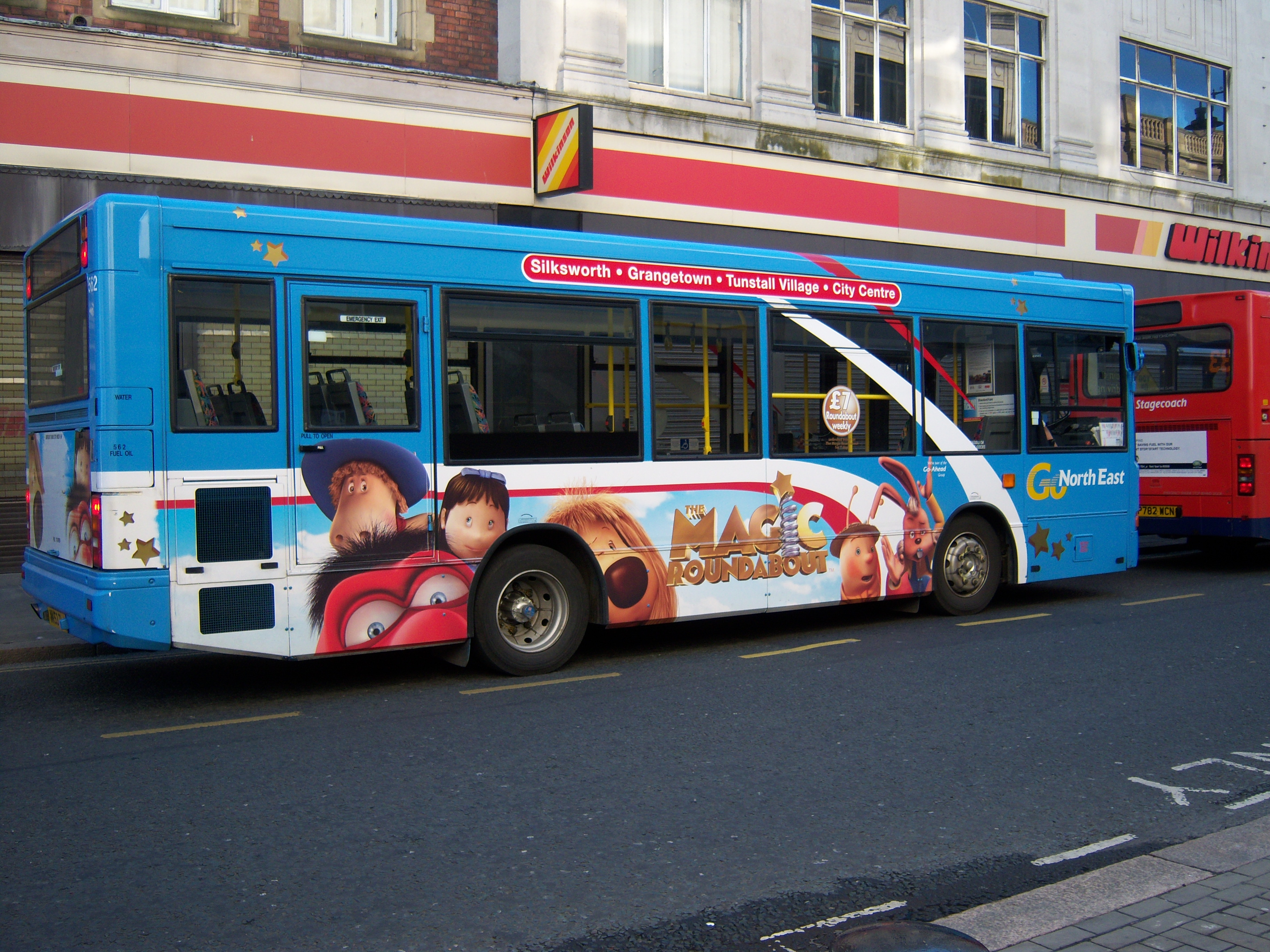
Dart MPD Pointer 2